# Raphael Dwamena
Raphael Dwamena (ur. 12 września 1995 w Nkawkaw, zm. 11 listopada 2023 w Kavai) – ghański piłkarz, w latach 2014–2023 występujący na pozycji napastnika, w klubach austriackich, szwajcarskich, hiszpańskich, duńskim i albańskim. W latach 2017–2018 reprezentant swojego kraju w rozgrywkach międzynarodowych.

## Kariera klubowa
Urodzony w Nkawkaw, Dwamena występował i szkolił się w ramach programu rozwojowego Red Bull Ghana. Podczas Międzynarodowego Turnieju w Croix we Francji w 2013 roku Dwamena pomógł drużynie Red Bull Ghana U17 zdobyć srebrny medal i został uznany najlepszym zawodnikiem turnieju. Przed powrotem do Ghany, Dwamena i jego kolega z drużyny, David Atanga, udali się do Austrii na tygodniowe testy do Red Bull Salzburg.
Dwamena dołączył do młodzieżowej drużyny Salzburga w styczniu 2014 roku i od razu odcisnął swoje piętno na drużynie U18. W jednym z czerwcowych turniejów zdobył siedem bramek w czterech meczach. Chociaż Salzburg zajął trzecie miejsce, zdobył Złotego Buta.
W lipcu 2014 roku Dwamena awansował do FC Liefering, salzburskiej drużyny satelickiej występującej w austriackiej pierwszej lidze. Debiut zaliczył 18 lipca 2014, kiedy to w 82. minucie wygranego 3:0 meczu z TSV Hartberg, zastąpił Nikolę Dovedana. Był jednym z sześciu graczy Liefering, którzy tego dnia zadebiutowali w pierwszym zespole. Zagrał jeszcze w jednym meczu w tej kampanii.
W sezonie 2015/2016 Dwamena po raz pierwszy zagrał dla Liefering 21 sierpnia przeciwko Wiener Neustadt. Rozegrał 90 minut jako zastępstwo Smaila Prevljaka. 18 września 2015, w swoim piątym meczu z rzędu, Dwamena strzelił swojego pierwszego gola, w wygranym 4:1 meczu z Austrią Klagenfurt.
Dwamena zaliczył udane pół sezonu w Austrii Lustenau, zdobywając 18 bramek w 20 meczach, zanim przeniósł się do FC Zürich. Raphael Dwamena sfinalizował transfer do FC Zürich w dniu 27 stycznia 2017. Od razu wywarł wpływ na swój nowy klub, strzelając 12 bramek w 18 meczach, pomagając Zürichowi wygrać Swiss Challenge League 2016/2017 i awansować do Swiss Super League. W swoim debiucie w Swiss Super League Dwamena strzelił dwa gole przeciwko Grasshoppers.
W dniu 21 sierpnia 2017 r. Zürich wyraził zgodę na transfer Dwameny do klubu Premier League Brighton & Hove Albion. Miał dołączyć do Brighton pod warunkiem przejścia badań lekarskich i uzyskania pozwolenia na pracę, jednak umowa nie doszła do skutku po tym, jak Dwamena nie przeszedł badań lekarskich z powodu choroby serca. Zamiast tego pozostał zawodnikiem FC Zürich.
W dniu 7 sierpnia 2018 r. Dwamena podpisał czteroletni kontrakt z drużyną La Liga Levante UD. 16 lipca 2018 r. został wypożyczony na rok do klubu Segunda División Real Saragossa.
W październiku 2019 r., po przeprowadzeniu nowych badań jego stanu serca, lekarze zalecili natychmiastowe wycofanie się i przejście na emeryturę piłkarską. Kontynuował jednak grę po wszczepieniu kardiowertera-defibrylatora serca (ICD) w styczniu 2020. 20 sierpnia 2020 r. Dwamena przeniósł się do Vejle Boldklub w duńskiej Superlidze. Został wycofany z zajęć zespołowych po wykryciu komplikacji związanych z chorobą serca przed meczem Superligi przeciwko AaB. W tym momencie wystąpił w pięciu występach ligowych dla klubu i strzelił dwa gole.
Ze względu na stan serca i niepokojące pomiary, Vejle potwierdziło 26 października 2020 r., że Dwamena nie może grać przez pewien czas. Później w listopadzie 2020 r. dyrektor sportowy klubu stwierdził, że Dwamena rozegrał swój ostatni mecz dla klubu. W dniu 25 czerwca 2021 r. wrócił do Austrii i podpisał dwuletni kontrakt z Blau-Weiß Linz. W dniu 28 października 2021 r. Dwamena upadł na boisku podczas meczu Pucharu Austrii przeciwko TSV Hartberg (mecz został przerwany). Wyzdrowiał w szpitalu, ale jego kariera w Austrii dobiegła końca.
We wrześniu 2022 r. Dwamena wrócił do piłki nożnej, podpisując kontrakt ze szwajcarską drużyną piątej ligi BSC Old Boys. 3 września 2022 r. strzelił gola w swoim debiucie w wygranym 2:1 meczu z FC Regensdorf. W grudniu 2022 roku dołączył do albańskiej drużyny Egnatia Rrogozhinë. Podpisał półtoraroczny kontrakt, który później został przedłużony do dwóch lat. W sezonie 2023/2024 występował w eliminacjach Ligi Konferencji Europy UEFA.

### Śmierć
11 listopada 2023 Dwamena zasłabł na boisku w 24. minucie meczu 13. kolejki Kategorii Superiore przeciwko Partizani. Doznał zatrzymania akcji serca i zmarł w drodze do szpitala w Kavaji. Jego kardiolog ujawnił później, że rok wcześniej Dwamena zdecydował się na wyjęcie kardiowertera-defibrylatora serca (ICD). 17 listopada 2023 jego ciało zostało przewiezione do rodziny w Akrze. Został pochowany 16 lutego 2024 roku na boisku piłkarskim w tym mieście.

## Kariera reprezentacyjna
Dwamena zadebiutował w reprezentacji Ghany 11 czerwca 2017 r. w meczu eliminacji do Pucharu Narodów Afryki przeciwko Etiopii, w którym zdobył dwie bramki. W karierze rozegrał osiem meczów reprezentacyjnych, po raz ostatni 8 września 2018 r. w wygranym 1:0 meczu tych samych eliminacji przeciwko Kenii.

## Upamiętnienie
Jego pamięci została poświęcona minuta ciszy przed rozegranym 17 listopada 2023 meczem towarzyskim reprezentacji Ghany z reprezentacją Madagaskaru na Baba Yara Stadium.

## Sukcesy

### Klubowe

#### FC Zürich
- Swiss Challenge League: 2016/2017[8]

- Puchar Szwajcarii: 2017/2018[31]

#### Egnatia Rrogozhinë
- Puchar Albanii: 2022/2023[31]